# Bringin’ On the Heartbreak
A Bringin’ On the Heartbreak egy dal, amit eredetileg a Def Leppard adott elő. Mariah Carey amerikai popénekesnő feldolgozta tizenegyedik, Charmbracelet című albumán, és az album harmadik kislemezeként megjelentette 2003-ban.
Carey azt mondta a dalról, hogy mindig is egyik kedvence volt, és akkor gondolt először arra, hogy feldolgozza, amikor a Charmbracelet albumhoz készülő fotói fényképezésekor a Def Leppard Vault című albumát hallgatta. „Csak bekapcsoltam a zenét, elkezdtem hallgatni, és azt mondtam: Tudjátok, mit? Ezt el tudnám énekelni a magam módján.” A dal egyike Carey kevés rockos stílusú dalának.

## Fogadtatása
Az album előző kislemezéhez, a Boy (I Need You)hoz hasonlóan a Bringin’ On the Heartbreak sem került fel sem a Billboard Hot 100, sem a Hot 100 Bubbling Under Singles slágerlistára az Egyesült Államokban. A rádiók is keveset játszották. Svájcban bekerült a Top 30-ba, Ausztriában azonban még a Top 40-be sem. Ázsiában nagyobb sikert aratott, mint nem sokkal korábban megjelent kislemezei, a Never Too Far, a Through the Rain és a Boy (I Need You). A Fülöp-szigeteken gyakran adták a rádiók, és hamarosan listavezető lett; itt karrierje óta 2003-ig, a Bringin’ On the Heartbreakkel bezárólag minden évben volt listavezető száma, 2004-ben nem, majd 2005-ben az It’s Like That ismét az lett.
Joe Elliot, a dal egyik szerzője azt mondta Carey feldolgozásáról a Las Vegas Sunnak: „Nagyon jól csinálta. Hű maradt az eredeti dalhoz, mégsem olyan, mint egy rockdal. A végén olyan mutatványokat hajt végre a hangjával, hogy Minnie Riperton olyannak tűnik mellette, mint Tom Waits.” Phil Collen megvédte a feldolgozást a kritikusabb Def Leppard-rajongóktól. „A rajongók néha tévednek. Ő a mi oldalunkon áll, megtiszteltetés, hogy feldolgozta a dalt. Ez az egyetlen mód arra, hogy játsszák a dalunkat a rádiók.”

## Videóklip és remixek
A dal videóklipjét az 1979-ben készült The Rose című film ihlette, mely egy rocksztárról szól, akit Bette Midler alakít. A klipet Sanaa Hamri rendezte és Los Angelesben forgatták; szerepel benne Randy Jackson, Dave Navarro (aki gitározik a dalban), Evan Marriott (ő játssza a helikopterpilótát) és Damon Willis modell.
Junior Vasquez, Mike Rizzo és Ruanne készítettek remixeket a dalhoz, ezek több promóciós kislemezen jelentek meg, mint kereskedelmi forgalomban lévő lemezen, de így is világszerte népszerűek lettek a diszkókban.

### Hivatalos remixek, verziók listája
| - AC Version – 4:22 - Acoustic Version – 4:09 - Deep Influence Anthem – 11:33 - Deep Influence Dub - Deep Influence Radio Mix – 4:30 - Global Soul A Cappella – 4:09 - Global Soul Club Mix – 7:41 - Global Soul Dub – 7:32 - Global Soul Mix-Show – 6:39 - Global Soul Radio Edit – 4:26 - Heart Break Version - Heart Break Beats - Heart Break Instrumental | - Heart Break Radio - Junior Vasquez Club Mix – 7:13 - Junior Vasquez Extended Mix – 9:47 - Junior Vasquez Radio Mix – 3:56 - Live Version – 4:49 - Mainstream AC Version – 4:13 - Mainstream Alternate Version – 4:10 - Mainstream Version – 4:17 - Mainstream Edit – 4:10 - RJ JanMan Mix – 4:12 - Ruanne Emenes Roasted Coffee Dub – 6:13 - Ruanne Emenes Vocal Capture Mix – 8:47 |

## Változatok
CD kislemez (Európa)
1. Bringin’ On the Heartbreak (Mainstream Edit)
2. Miss You (feat. Jadakiss)

CD maxi kislemez (Európa)
1. Bringin’ On the Heartbreak (Mainstream Edit)
2. Miss You (feat. Jadakiss)
3. Bringin’ On the Heartbreak (Live)
4. Bringin’ On the Heartbreak (videóklip)

## Helyezések
| Slágerlista (2003)                  | Legmagasabb helyezés |
| ----------------------------------- | -------------------- |
| USA Billboard Hot Dance Club Play 1 | 5                    |
| Ausztria Top 75 kislemez            | 55                   |
| Svájc Top 100 kislemez              | 28                   |

1 Remixek.